# موسى هازن
موسى هازن (بالإنجليزية: Moses Hazen)‏ هو ضابط أمريكي، ولد في 1 يونيو 1733 في هافر هيل في الولايات المتحدة، وتوفي في 5 فبراير 1803 في تروي في الولايات المتحدة.